# Ministerium für Kultur und nationales Erbe
Das Ministerium für Kultur und nationales Erbe (polnisch Ministerstwo Kultury i Dziedzictwa Narodowego, abgekürzt MKiDN) ist eine oberste Behörde der Republik Polen, welche im Bereich Kultur und nationales Erbe zuständig ist. Das Ministerium wurde am 26. Oktober 1999 gegründet und nahm am 10. November desselben Jahres seine Tätigkeit auf. Im Zeitraum vom 23. Oktober 2001 bis zum 31. Oktober 2005 trug es den Namen Ministerium für Kultur.
Die Geschichte der Behörde reicht bis ins Jahr 1918 zurück, als es mit der Bezeichnung Ministerium für Kunst und Kultur gegründet wurde. Seit 1949 ist der Potocki-Palast der Sitz des Ministeriums.

## Aufgaben (Auswahl)
- Betreuung über: Theater, Musik, Ballett, Oper, Bildende Kunst, Literatur, Museumswesen, Volkskultur, kulturelle Bildung, Kulturaustausch mit dem Ausland
- Denkmalschutz
- Erhalt und Verbreitung nationaler Tradition, beispielsweise durch die Verleihung der Gloria-Artis-Medaille für kulturelle Verdienste als höchster polnischer Staatspreis im Bereich der Kultur
- Aufsicht über Kunstschulen
- Aufsicht über den Generaldirektor der Staatsarchive